# Eiler Græbe

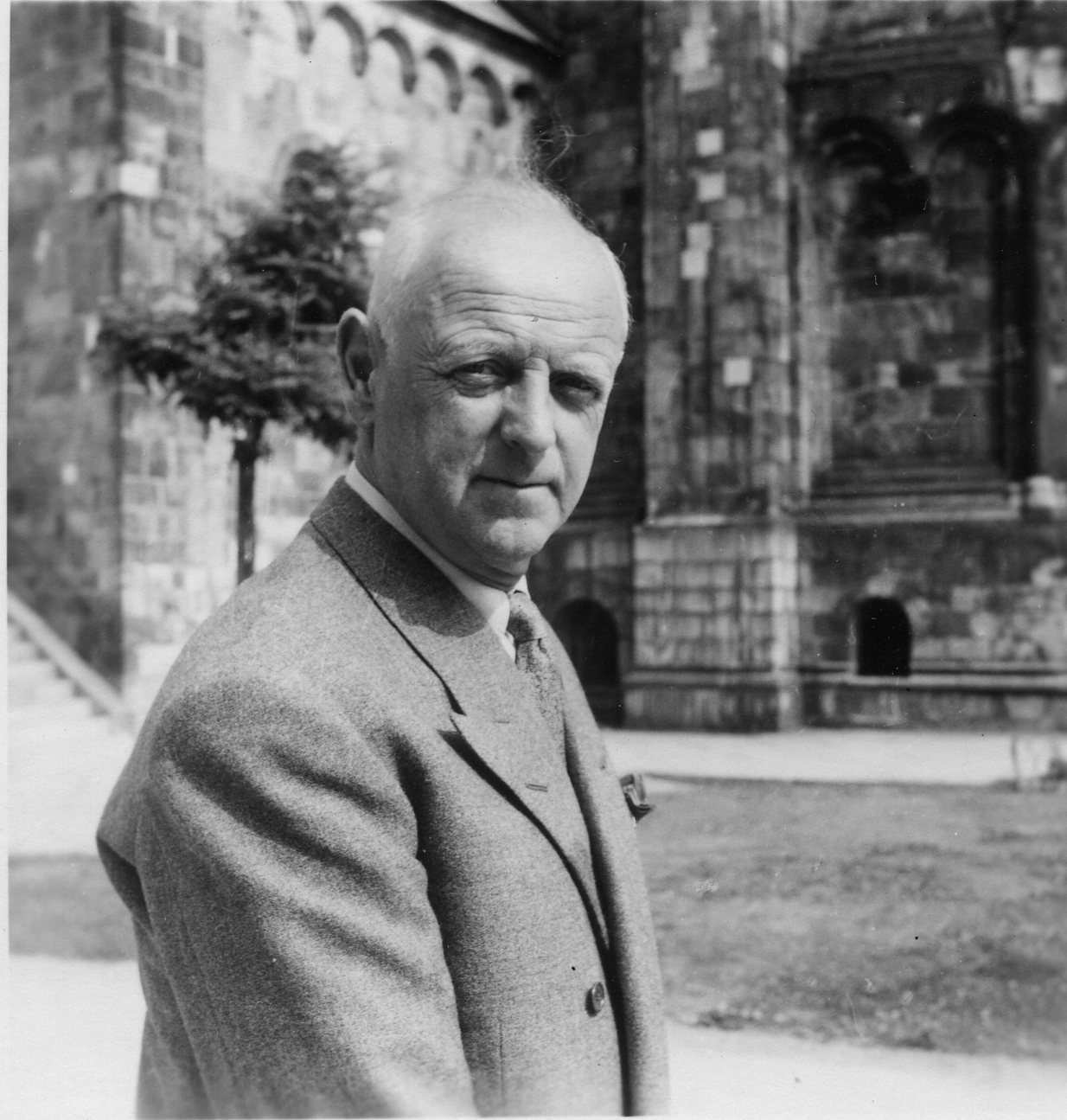
Eiler Græbe i Lund 1952 med domkyrkan i bakgrunden.

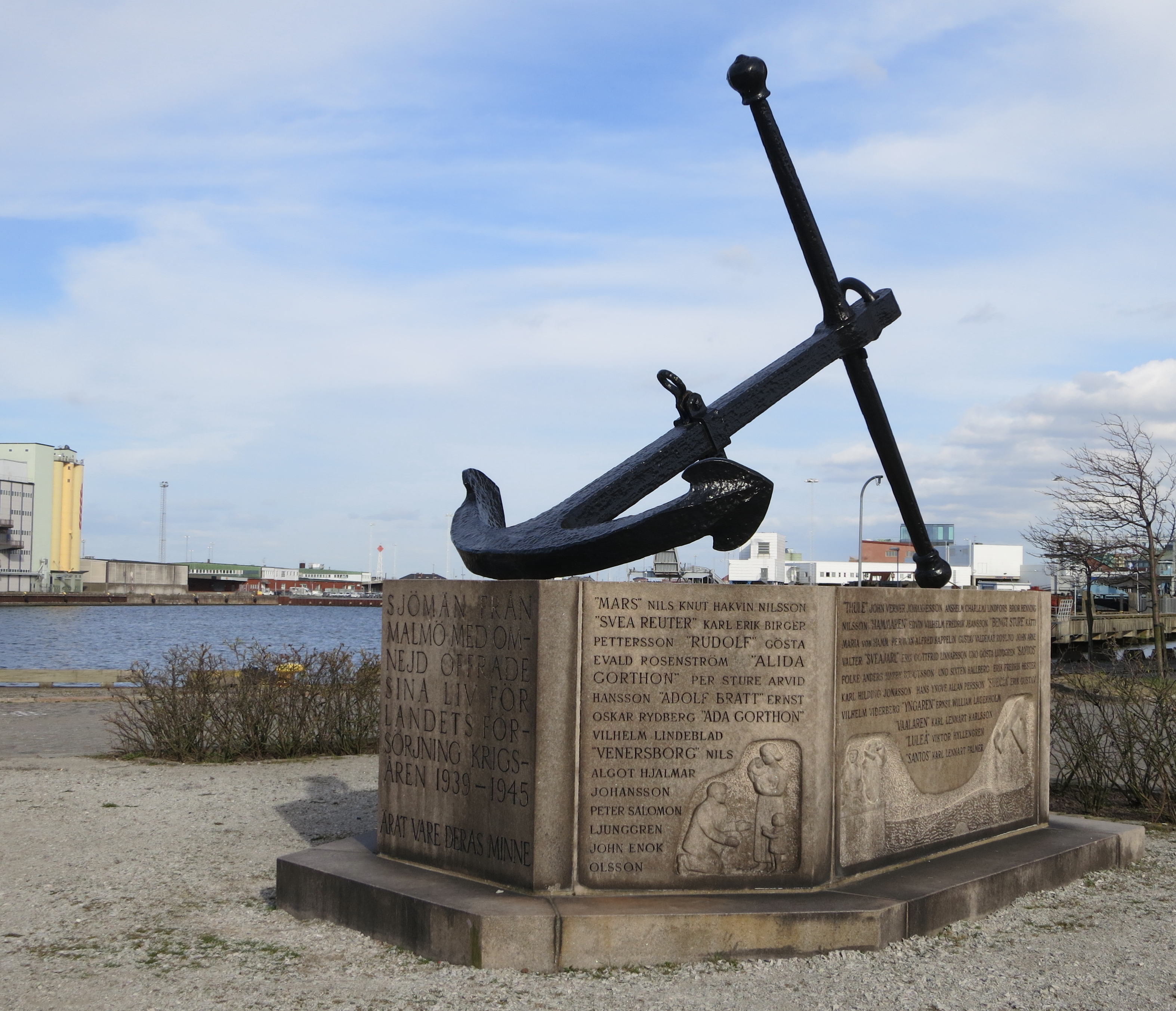
Monument över krigsförlista sjömän i Malmö

Eiler Otto Græbe, född 23 juli 1892 i Köpenhamn, död 5 januari 1977 i Hornbæk i Danmark, var en dansk-svensk arkitekt.

## Biografi
Eiler Græbe föddes av danska föräldrar, växte upp i Malmö och avlade studentexamen där 1910. Han gick därefter i murarlära och hade under 1910-talet anställningar hos Kay Fisker i Köpenhamn och hos domkyrkoarkitekt Theodor Wåhlin i Lund. Han studerade vid Kunstakademiets Arkitektskole i Köpenhamn där han tog examen 1923. Græbe drev eget arkitektkontor i Malmö 1922–1943, från 1930-talet och framåt tillsammans med Aage Schoug (1902–1974). Han fortsatte sedan den egna verksamheten i Lund 1943–1971, där han 1943–1967 också var domkyrkoarkitekt. Græbe var tjänstgörande arkitekt för Byggnadsstyrelsen från 1930. Han gjorde studieresor till USA 1913, Paris 1921, Främre orienten 1923 och Italien 1933.  
Græbe blev 1956 korresponderande ledamot av Kungliga Vitterhetsakademien och 1962 ledamot av Vetenskapssocieteten i Lund. Han utnämndes 1968 till teologie hedersdoktor vid Lunds universitet. Han var 1954-1956 styrelseledamot av Sveriges arkitekters riksförbund (SAR).
Eiler Græbe är känd för sina kyrkorestaureringar. Hans största åtagande var den inre restaureringen av Lunds domkyrka 1954–1963. Därutöver utförde han restaureringar av omkring 150 kyrkor, särskilt i Lunds stift. I sina egna verk arbetade Græbe i modernismens anda. Hans restaureringsarbeten präglades av helhetstänkande, enkelhet och anspråkslöshet samt visade hänsyn och respekt för det historiska.

### Familj
Han gifte sig 1924 med Nan Skytte, adoptivdotter till Göran Wilhelm Skytte af Sätra.

## Egna verk i urval
- Malmgården, Malmö (1934–1935)
- Fylgiahuset, Stora Nygatan-Engelbrektsgatan, Malmö (1930-talet)
- Källs-Nöbbelövs kyrka (1959)
- Sankt Johannes kyrka, Landskrona (1961)

## Restaureringar i urval
- Stora Råby kyrka (1934)
- Eskilstorps kyrka (1936)
- Osby kyrka (1934–1935)
- Eskilstorps kyrka (1936)
- Östra Klagstorps kyrka (1939)
- Verums kyrka (1949)
- Lunds domkyrka (1954–1963)
- Rone kyrka (1954)
- Håstads kyrka  (1956)
- Grötlingbo kyrka (1956–1957)
- Vä kyrka (1964–1966)
- Ganthems kyrka (1966–1967)
- Sankt Petri kyrka, Ystad (1966–1967)
- Universitetshuset, Lund (1969–1971)
- Maglarps kyrka (1970–1971)